# Kaboszon (architektura)

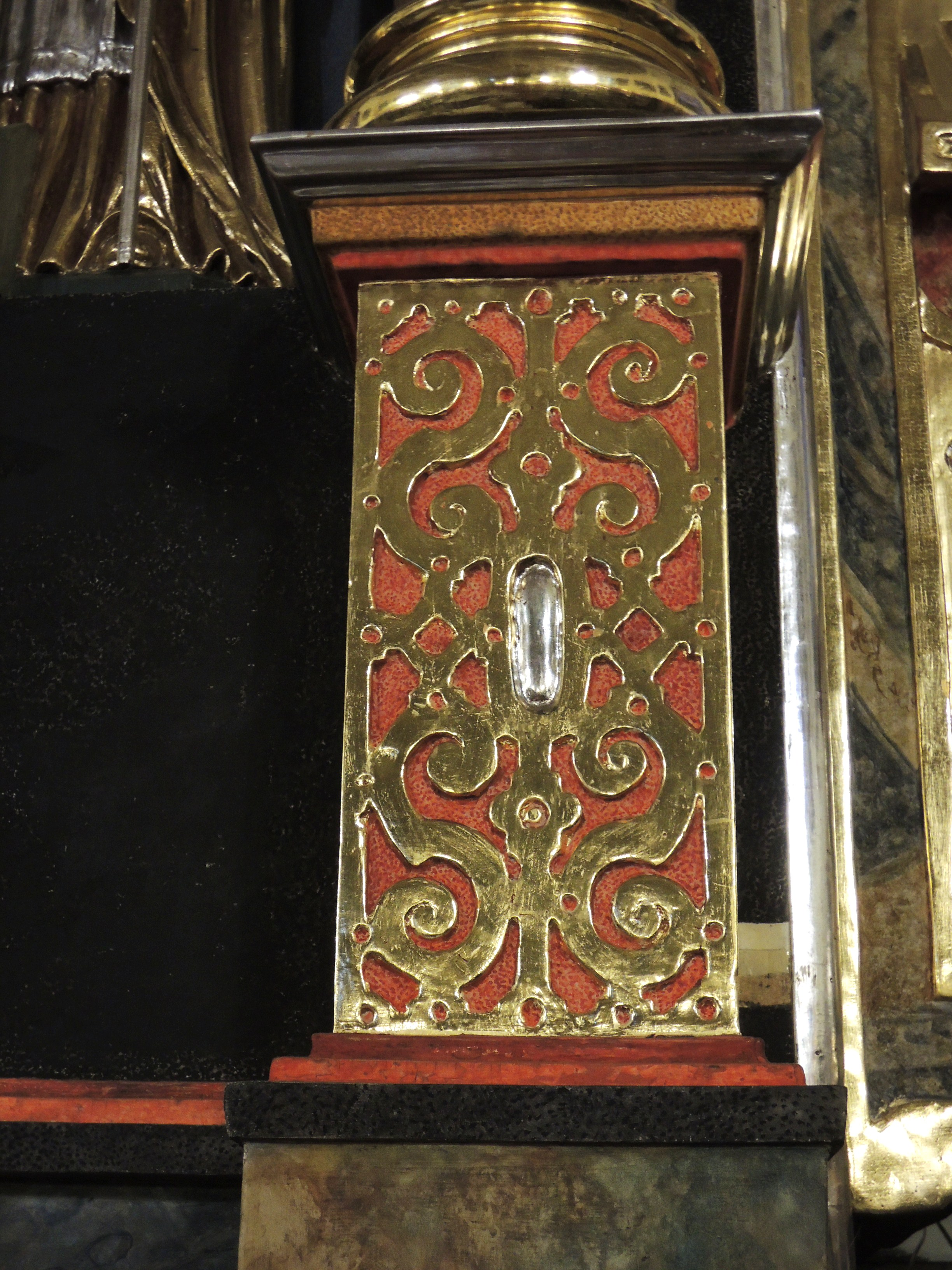
Kaboszon w ornamencie okuciowym. Dekoracja ołtarza głównego w drewnianym kościele w Boronowie

Kaboszon – motyw ornamentalny, wzorowany na oszlifowanym kamieniu szlachetnym (kaboszonie), w kształcie kulistym, półkulistym i elipsoidalnym. Stosowany w ornamentyce renesansowej (często jako element towarzyszący ornamentom okuciowym) i barokowej.